# Magischer Idealismus
Der Magische Idealismus ist ein zentrales Element der Frühromantik, das vor allem die Literatur und Philosophie Novalis’ durchzieht.
„Wenn ihr die Gedanken nicht mittelbar [...] vernehmbar machen könnt, so macht doch umgekehrt die äußeren Dinge unmittelbar [...] vernehmbar [...]. Beyde Operationen sind idealistisch. Wer beyde vollkommen in seiner Gewalt hat ist der magische Idealist.“(III, 301, 338)
Der Begriff des „magischen Idealismus“ bezeichnet einen zentralen Aspekt des Denkens und Schreibens bei Novalis. Es handelt sich um eine Operation, äußere und innere Welten in Harmonie zu bringen. Die „Magie“ gilt bei Novalis als „Sympathie des Zeichens mit dem Bezeichneten“ oder „Wechselrepraesentationslehre des Universumus“ (III, 266. 137). Er geht davon aus, dass der Mensch ein Spiegelbild des unendlichen Weltalls ist, und dass er deshalb im Inneren eine Unendlichkeit besitzt. „Magie“ ist in diesem Sinne die „Kunst, die Sinnenwelt willkürlich zu gebrauchen“ (II, 546, 109). Das Ziel des magischen Idealismus bei Novalis ist es, die verlorene ideale Harmonie zwischen Menschen und dem Ganzen, die man nur innerlich ahnen kann, in der Außenwelt zu realisieren, was Novalis selber durch seine dichterische Tätigkeit zu zeigen versuchte.

## Religion

### Mittler zwischen Mensch und Absolutem
Nach dem Tod seiner Verlobten Sophie von Kühn hat Novalis seine Liebe zu Sophie zur Religion erhoben:
„Ich habe zu Söfchen Religion – nicht Liebe. Absolute Liebe, vom Herzen unabhängige, auf Glauben gegründete, ist Religion“(II, 395, 56).
„Xstus und Sophie“(IV, 48) sind als Gegenstand des Glaubens gleichgesetzt. Jeder Gegenstand des Glaubens ist bei Novalis ein „Mittelglied“(II, 440/441ff. 73/74), das die Menschen mit dem Absoluten verbindet. Dabei werden Pantheismus und Monotheismus miteinander verbunden. Alle Religionen sind Versuche, durch den „Mittler“ das Absolute zu erreichen. In diesem Sinne betrachtet er sowohl seine Beschäftigung mit der Naturwissenschaft als auch mit der dichterischen Arbeit als religiöse Tätigkeit, weil er hinter den Naturgegenständen immer „das Unbedingte“(II, 412/413, 1) suchte, welches er durch das Mittel der Poesie auszudrücken versuchte.

### Bibel
Als Novalis das Ergebnis seines naturwissenschaftlichen Studiums als Enzyklopädie konzipierte, bezeichnete er seine Konzeption als „Religion des sichtbaren Weltalls“ (IV, 255). Sein eigentliches Ziel dabei war die „Beschreibung der Bibel“ (III, 365, 571). Er war der Ansicht, dass die Bibel „die literarische Centralform und also die literarische Centralform jedes Buchs“ ist, doch „das Journal, der Roman, das Compendium, der Brief, das Drama etc. sollen in einem Gewissen Sinne Bibel sein“ (IV, 506f.).
Die Bibel, wie Novalis sie versteht, ist mithin nicht ein abgeschlossenes Werk, sondern „im Wachsen begriffen“ (III, 569, 97). Sein Bibelprojekt endet somit nicht mit seiner Enzyklopädie. Er betrachtete alle seine nachfolgenden schriftlichen Tätigkeiten als „Bibel“, denn der Zweck seines Schreibens liegt immer darin, das Unendliche in der Welt zu offenbaren. Die Bibel soll dabei die Rolle spielen, den verlorenen Bund zwischen den Menschen und dem Absoluten neu herzustellen.

### Poesie und Roman
„Die Poësie [...] mischt alles zu ihrem großen Zweck der Zwecke – der Erhebung des Menschen über sich selbst.“(II, 535, 42) Die Poesie gilt für Novalis als das Mittel seiner biblischen Programmatik. Die Poesie soll dem Menschen das innere Fühlen für das Absolute offenbaren.
Sie gilt mithin als „Darstellung des Gemüths – der innern Welt in ihrer Gesamtheit“(III, 650, 533). Den Prozess, höhere und niedere Welten in Harmonie zu bringen, nannte Novalis „Romantisiren“[sic!]. „Die Welt muß romantisirt werden. [...] Romantisiren ist nichts, als eine qualit[ative] Potenzirung. Das niedre Selbst wird mit einem bessern Selbst in dieser Operation identificirt. [...] Indem ich dem Gemeinen einen hohen Sinn, dem Gewöhnlichen ein geheimnißvolles Ansehn, dem Bekannten die Würde des Unbekannten, dem Endlichen einen unendlichen Schein gebe so romantisire ich es – umgekehrt ist die Operation für das Höhere, Unbekannte, Mystische, Unendliche [...]. Wechselerhöhung und Erniedrigung.“(II, 545, 105)
Unter Poesie versteht Novalis nicht nur die Dichtung im engeren Sinne, sondern sie umfasst alle menschlichen Aktivitäten, die nach Vervollkommnung streben. Aus einer Mischung des Niedrigen ein Höheres herzustellen, ist das Prinzip sowohl seiner Enzyklopädistik als auch des literarischen Schaffens.
Die angemessenste Erscheinungsform der Poesie sah Novalis im Roman, weil dieser alle Gattungen nicht nur der Literatur, sondern auch der Künste, der Tätigkeit des Menschen darzustellen vermag.
„Der Roman handelt von Leben – stellt Leben dar. [...] Der Roman, als solcher, enthält kein bestimmtes Resultat [...] . Er ist [...] Realisirung einer Idee. Aber eine Idee läßt sich nicht, in einen Satz fassen. Eine Idee ist eine unendliche Reihe von Sätzen“(II, 570, 212).
Den Prozess der „Realisirung einer Idee“ nannte Novalis „Übergangsjahre vom Unendlichen zum Endlichen“. Beim Roman handelt es sich um den Prozess, in dem allmählich das Unendliche sich im Endlichen offenbart. Das Leben eines Menschen, das im Roman hauptsächlich dargestellt werden soll, zeigt sich als der Prozess, sich durch innere Entwicklung der Vervollkommnung zu nähern. Als „Bibel“ dient der Roman dazu, dem Leser das Unendliche zu offenbaren. Das Ende des Romans ist immer auch symbolisch zu verstehen und in diesem Sinne vorläufig. Der Entwicklungsprozess setzt sich unendlich fort.

### Natur und Naturforschung
Was die Naturreflexion bei Novalis prägt, ist vor allem sein Studium der Mineralogie an der Freiberger Bergakademie. Nach dem Lehrer Abraham Gottlob Werner sind die Erdschichten ein Sedimentationsprozess des Wassers. Demzufolge ist die Natur eine „Krystallisation“(III, 163) des Flüssigen. Die Natur ist bei Novalis also „eine versteinerte Zauberstadt“(III, 564, 65), die den verlorenen idealen Zustand der Urzeit in sich enthält. Während bei Werner die Möglichkeit des Übergangs der Steine ausgeschlossen bleibt, führt Novalis den Begriff des chemischen Übergangs in die Mineralogie ein. Die Natur ist demnach nicht ein erstarrtes Wesen, sondern etwas, das sich in einem chemischen Entwicklungsprozess befindet und das allmählich das Geheimnis der idealen Welt verrät, welches durch die Naturforscher entziffert werden muss. Alle Wesen von den Steinen bis zu den Menschen, das heißt anorganische und organische Welt, stehen nach Novalis’ Auffassung alle in ein und demselben Übergangsprozess, den er als „poëtisch“(III, 587, 221) bezeichnet. Die Entzifferung der Natur ist also eine poetische, religiöse Tätigkeit, weil sie auf die Darstellung der absoluten Einheit der Welt und des einheitsstiftenden absoluten Wesens zielt.